# Plaza de San Francisco (Zaragoza)

La plaza de San Francisco es una gran plaza de forma rectangular situada en la ciudad de Zaragoza, en el paseo Fernando El Católico, muy cerca de la puerta principal de la Ciudad Universitaria de Zaragoza. Es habitual en esta plaza la celebración de un conocido mercadillo de filatelia y numismática los domingos.
A partir de abril de 2011, esta plaza tiene una parada de tranvía y otra de Cercanías muy cerca.

## Monumento a Fernando el Católico

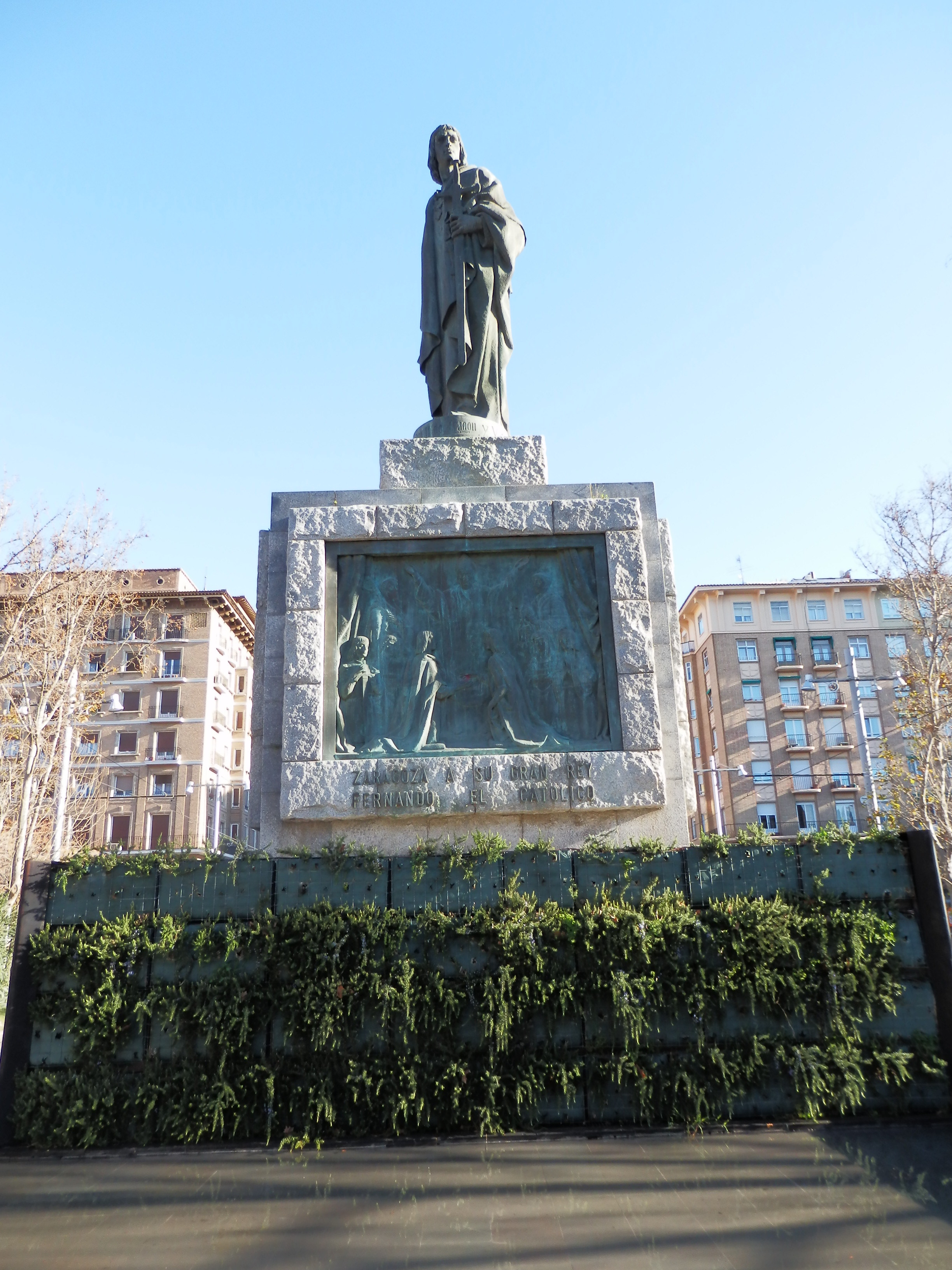
Monumento a Fernando el Católico.

Este monumento situado en el centro de la plaza es el principal atractivo de la misma. Se trata
de una estatua en bronce de 5,5 metros de altura que representa Fernando el Católico. Se apoya sobre un pedestal alto de 8 metros en total en el que se encuentra un relieve de bronce que representa la boda de los reyes católicos. La obra de Juan de Ávalos García-Taborda fue inaugurada el 15 de octubre de 1969, coincidiendo con el quinto centenario del matrimonio de los reyes católicos. Y es un fiel reflejo de la idealización que el franquismo hizo de este personaje histórico.
Con motivo de la construcción de la primera línea de tranvía moderno de Zaragoza que cruza la plaza, durante el año 2011 el centro de la misma sufrió una remodelación que dio lugar a su diseño actual, dejando el monumento a Fernando el Católico mucho más visible y situando a ambos lados del mismo las paradas del tranvía.

## Curiosidades

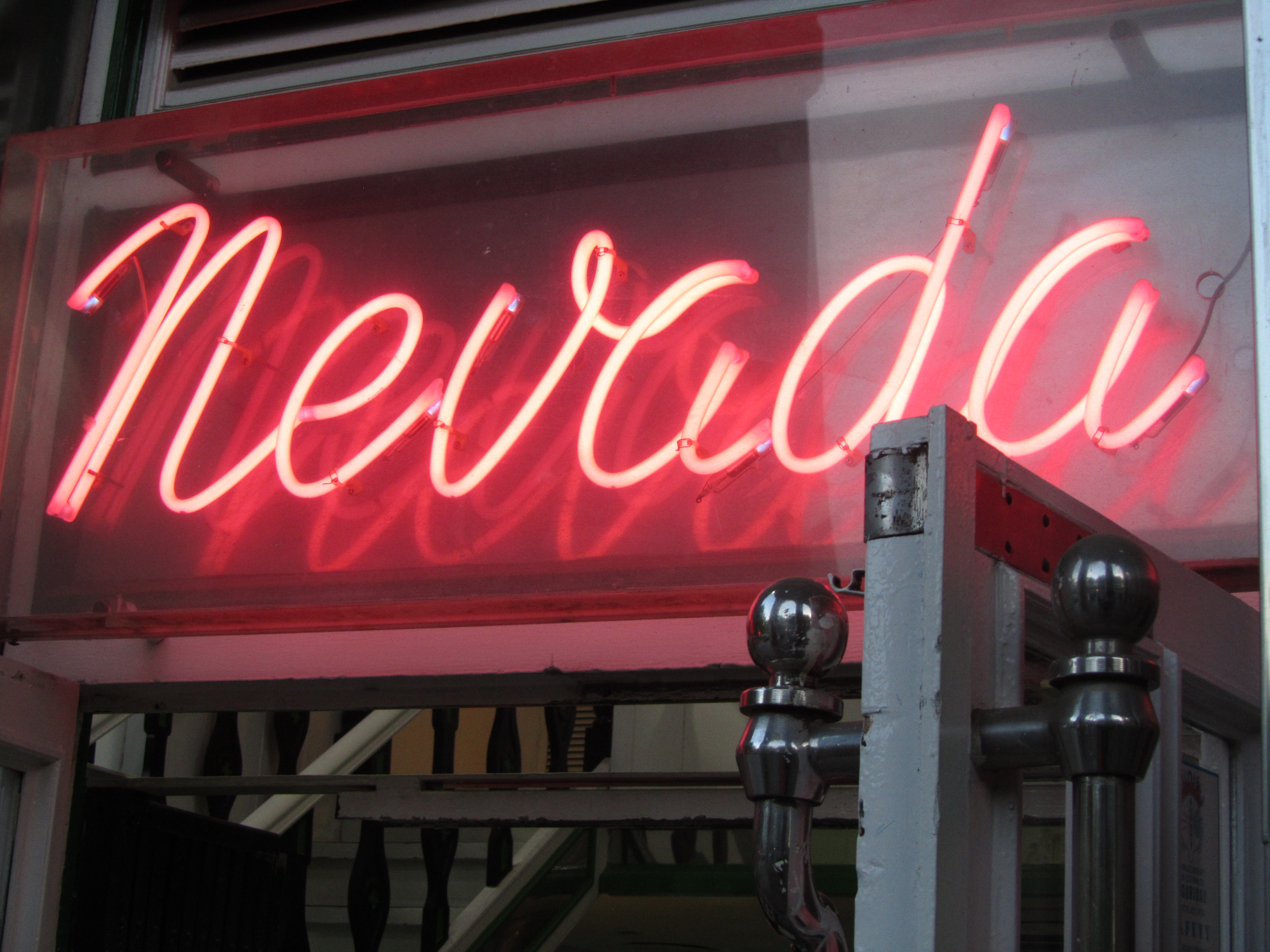
Hamburguesería Nevada.

La bocatería Nevada —que abrió sus puertas en 1957— fue uno de los primeros establecimientos en España en la elaboración de hamburguesas. Un cocinero estadounidense de la Base Aérea les dio a lo que en esa época era una heladería, sus recetas, a raíz de que soldados norteamericanos destinados en la capital del Ebro se las pidieran para comer.

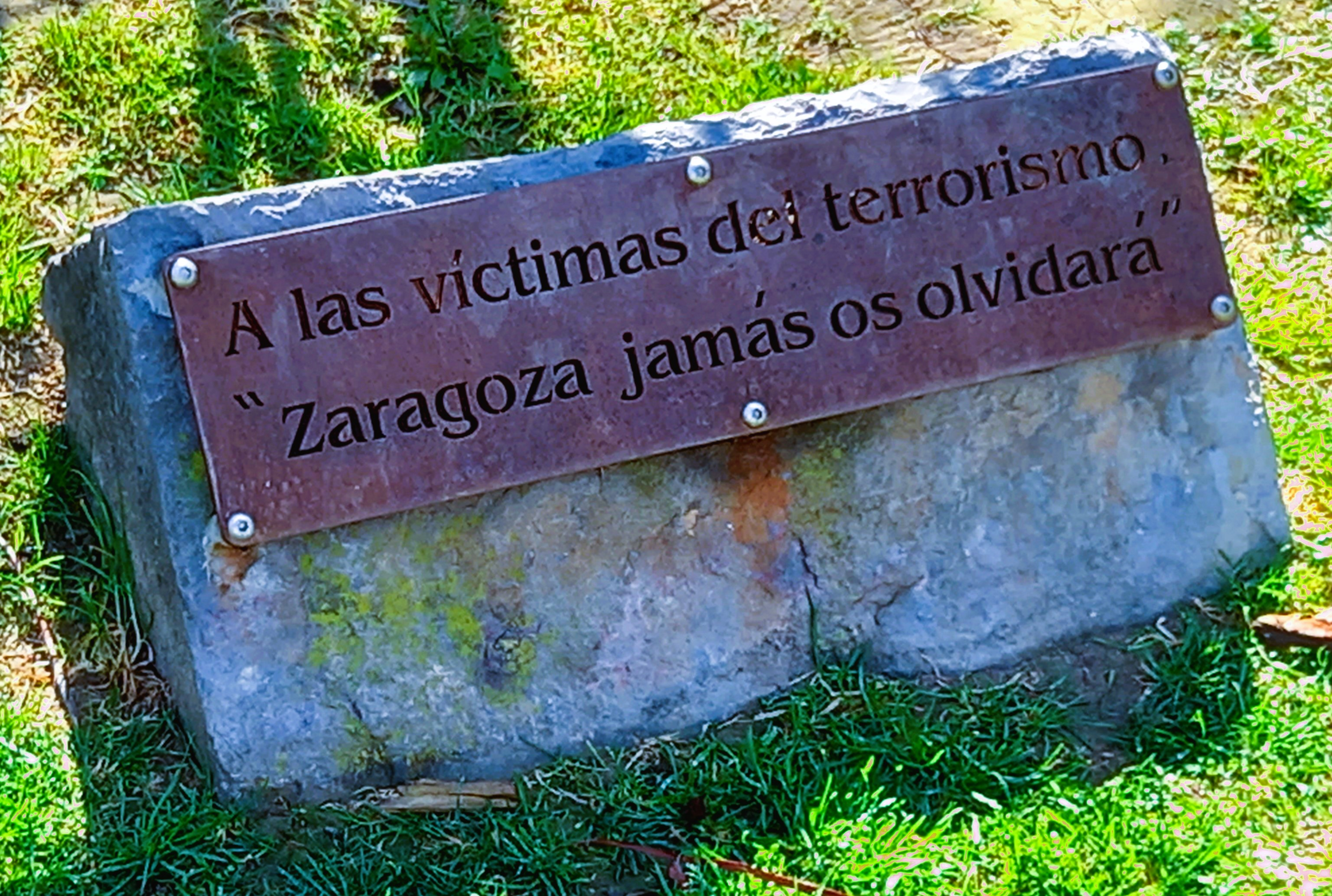
Monolito en homenaje a las Víctimas del terrorismo.